# Johannes Menzel
Johannes Menzel (* 21. Januar 1997) ist ein deutscher Basketballspieler. 

## Laufbahn
Menzel spielte in der Jugend des MTV Geismar, der BG 74 Göttingen, des Oldenburger TB und für die Spielgemeinschaft BBT Göttingen. Er schaffte den Sprung in den Bundesliga-Kader der BG Göttingen, in der Saison 2015/16 gab er im Hemd der „Veilchen“ seinen Einstand in der Basketball-Bundesliga, während er weiterhin in der Jugend sowie in der Herrenmannschaft des ASC 1846 Göttingen in der Regionalliga zum Einsatz kam.
Zur Saison 2017/18 ging er in die Vereinigten Staaten, nahm an der Arizona Christian University (NCAA Division 2) ein Psychologiestudium auf und setzte seine Basketballkarriere in der Hochschulmannschaft „ACU“s fort. Dort spielte er in der Saison 2017/18 und kam in 27 Einsätzen in der Hochschulmannschaft auf einen Mittelwert von 5,9 Punkten je Begegnung.